# Чед Майкл Мюррей
Чед Майкл Мюррей (англ. Chad Michael Murray; нар. 24 серпня 1981, Баффало, Нью-Йорк, США) — американський актор. В Україні найбільш відомий виконанням ролі Лукаса Скотта у серіалі «Школа виживання».

## Фільмографія
| Рік       | Назва англійською                    | Назва українською               | Роль                       |
| --------- | ------------------------------------ | ------------------------------- | -------------------------- |
| 2013      | Southland                            | Південна територія              | Дейв Мендоза, поліцейський |
| 2013      | Fruitvale Station                    | Станція Фрутвейл                | поліцейський Інгрем        |
| 2003—2009 | One Tree Hill                        | Школа виживання                 | Лукас Скотт                |
| 2006      | Home Of The Brave                    | Дім хоробрості                  | Джордан Оуенс              |
| 2005      | House Of Wax                         | Будинок воскових фігур          | Нік Джоунс                 |
| 2004      | A Cinderella Story                   | Історія Попелюшки               | Остін Еймс                 |
| 2003      | The Lone Ranger                      | Самотній рейнжер (ТБ)           | Люк Гартман                |
| 2003      | Freaky Friday                        | Шалена п'ятниця                 | Джейк                      |
| 2000—2008 | Gilmore Girls                        | Дівчата Гілмор                  | Трістан Дагрей             |
| 2000—2007 | CSI: Crime Scene Investigation       | C.S.I.: Місце злочину           | Том Хевіленд               |
| 2019      | Max Winslow and the House of Secrets | Макс Вінслоу і будинок таємниць | Аттікус                    |
| 2021      | Fortress                             | Фортеця                         | Фредерік Балзарі           |
| 2025      | Freakier Friday                      | Шалена п'ятниця 2               | Джейк                      |